# Indywidualny Puchar Świata U-23 w long tracku
Indywidualny Puchar Świata U-23 w long tracku – indywidualne zawody żużlowe na długim torze, organizowane od 2023 roku pod patronatem FIM, dla zawodników do 23. roku życia.

## Medaliści
| Rok  | Miejsce | Złoto        | Srebro             | Brąz        | Źr.   |
| ---- | ------- | ------------ | ------------------ | ----------- | ----- |
| 2023 | Morizès | Steven Goret | Mathias Trésarrieu | Théo Ugoni  | [ 1 ] |
| 2024 | Vechta  | Jake Mulford | Steven Labouyrie   | Mika Meijer |       |
| 2025 | Vechta  |              |                    |             |       |

## Klasyfikacja medalowa

### Według zawodników
Stan po sezonie 2024
| Lp. | Zawodnik           | Państwo         | Lata | Złoto | Srebro | Brąz | Razem |
| --- | ------------------ | --------------- | ---- | ----- | ------ | ---- | ----- |
| 1.  | Steven Goret       | Francja         | 2023 | 1     | –      | –    | 1     |
| 1.  | Jake Mulford       | Wielka Brytania | 2024 | 1     | –      | –    | 1     |
| 3.  | Mathias Trésarrieu | Francja         | 2023 | –     | 1      | –    | 1     |
| 3.  | Steven Labouyrie   | Francja         | 2024 | –     | 1      | –    | 1     |
| 5.  | Théo Ugoni         | Francja         | 2023 | –     | –      | 1    | 1     |
| 5.  | Mika Meijer        | Holandia        | 2024 | –     | –      | 1    | 1     |

### Według państw
Stan po sezonie 2024
| Lp. | Państwo         | Złoto | Srebro | Brąz | Razem |
| --- | --------------- | ----- | ------ | ---- | ----- |
| 1.  | Francja         | 1     | 2      | 1    | 4     |
| 2.  | Wielka Brytania | 1     | –      | –    | 1     |
| 3.  | Holandia        | –     | –      | 1    | 1     |